# Dolina Goryczkowa

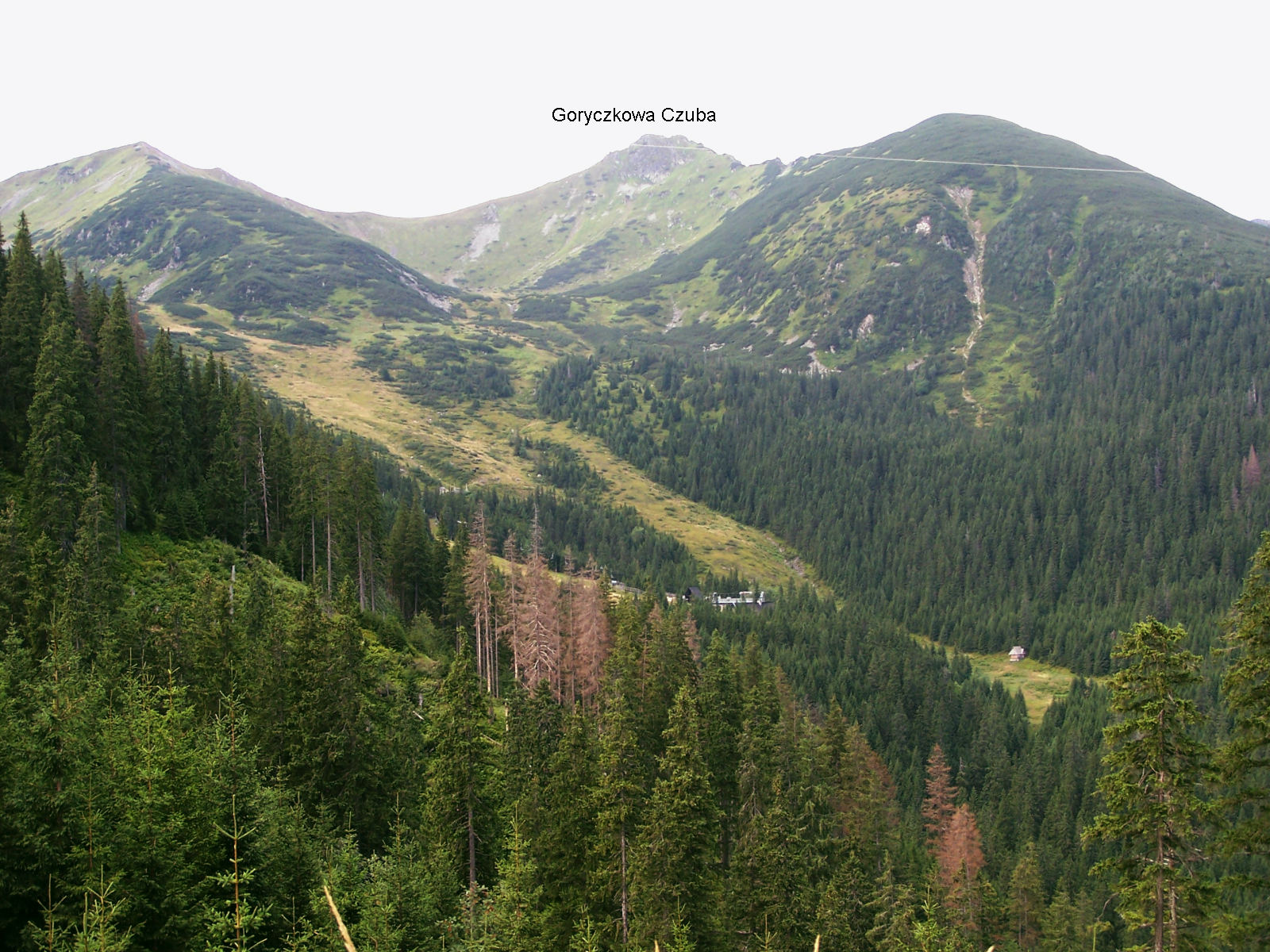
Dolina Goryczkowa

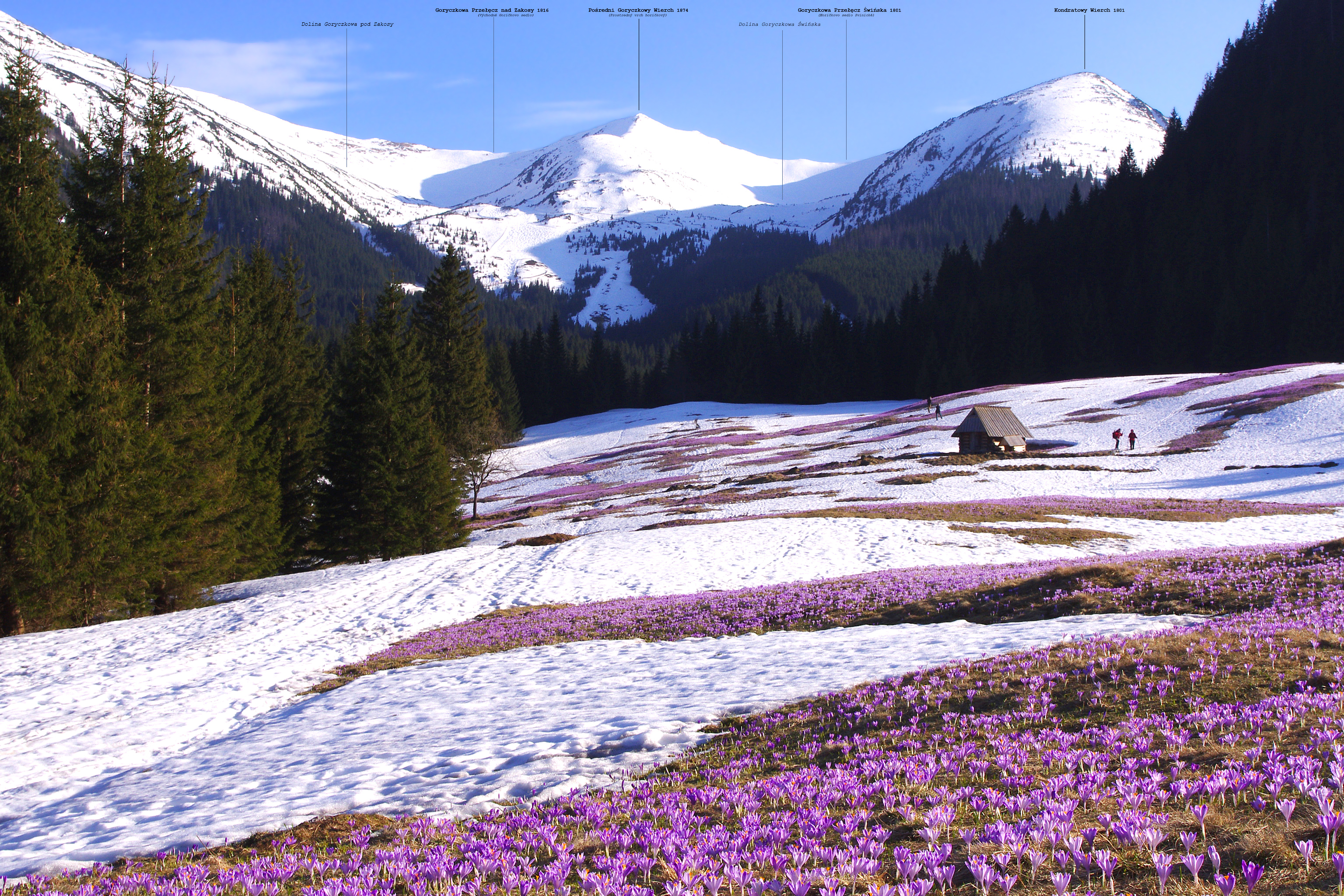
Widok z Kalatówek

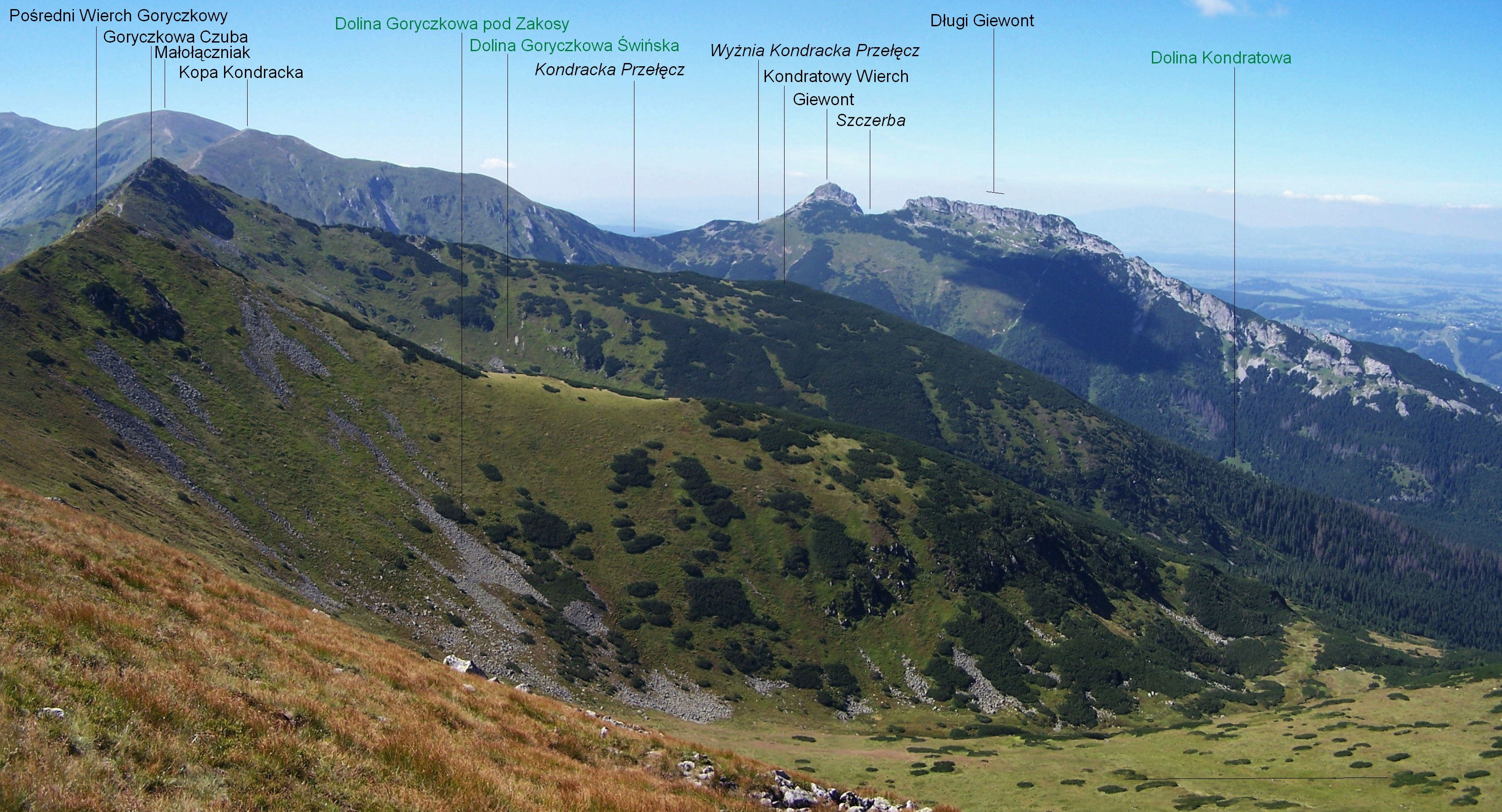
Dolina Goryczkowa

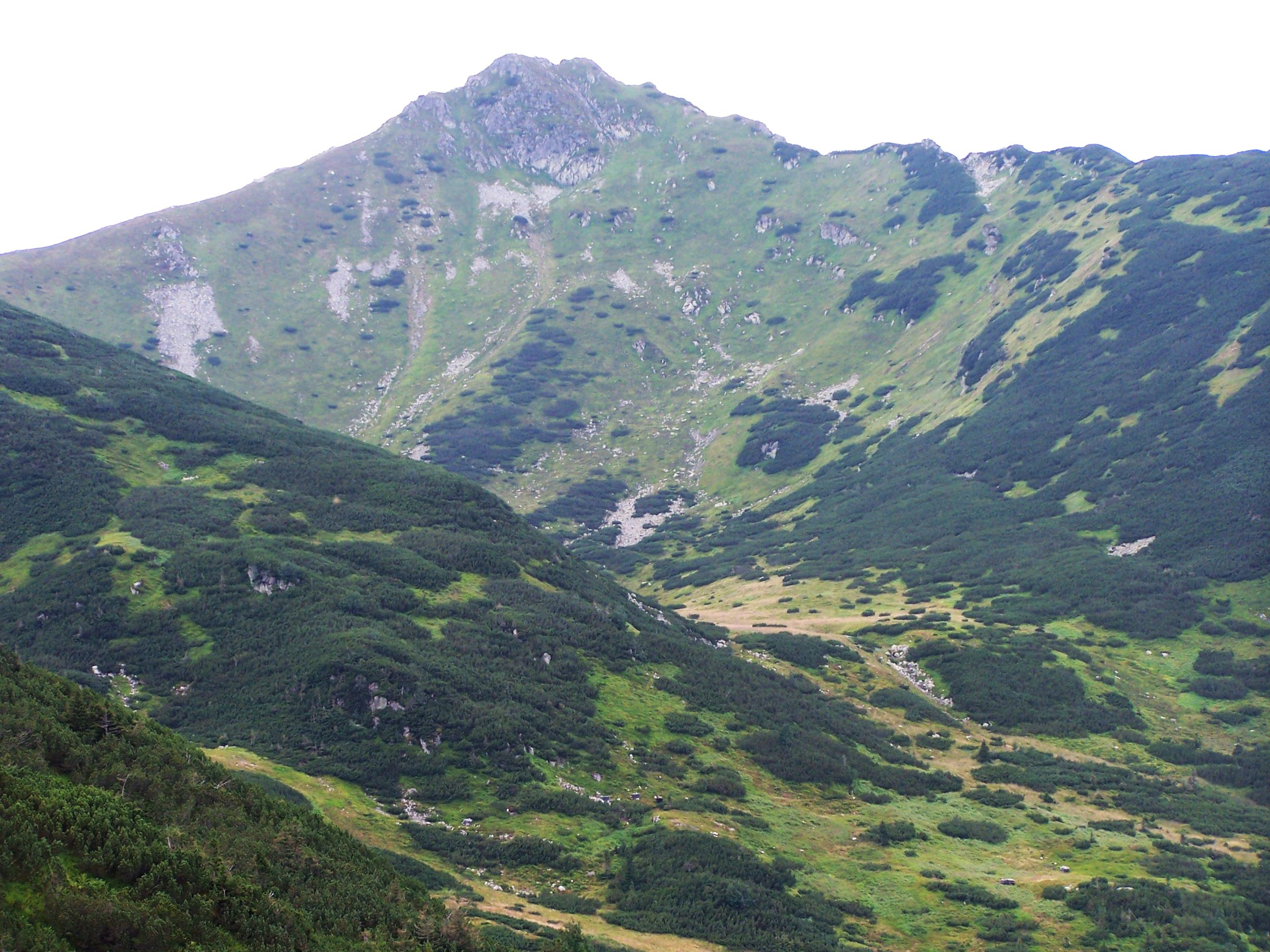
Goryczkowa Czuba

Dolina Goryczkowa – dolina w Tatrach Zachodnich, będąca odgałęzieniem Doliny Bystrej.

## Topografia
Odgałęzia się od niej poniżej Wywierzyska Bystrej i leży na wysokości ok. 1150–1700 m n.p.m. Ma przebieg prawie dokładnie południowo-północny. Jej wschodnie zbocza tworzy północno-zachodni grzbiet Kasprowego Wierchu po Myślenickie Turnie, od zachodu ograniczona jest grzbietem Kondratowego Wierchu, opadającym z Goryczkowej Czuby. Od południa jej granicę stanowi grań główna Tatr na odcinku od Kasprowego Wierchu do Goryczkowej Czuby. Od grani tej opada krótki grzbiet Pośredniego Goryczkowego Wierchu, dzielący jej górną część na dwie doliny: Pod Zakosy i Dolinę Świńską. W najwyższych piętrach tych dolin znajdują się kotły lodowcowe: Goryczkowy Kocioł i Świński Kocioł. Dnem doliny płynie Goryczkowy Potok stanowiący prawy dopływ potoku Bystra.

## Historia
Nazwa doliny nie pochodzi, jak niektórzy uważają, od często występującej w górach rośliny goryczka, lecz od dawniej na niej istniejącej Hali Goryczkowej. Nazwa zaś tej hali, podobnie, jak w przypadku wielu innych nazw tatrzańskich pochodzi od popularnego wśród górali nazwiska Goryczka, zapewne jednego z pierwszych właścicieli hali na tej dolinie.
W przeszłości była intensywnie wypasana, stanowiła tereny pasterskie Hali Goryczkowej. Szałasy i szopy pasterskie stały na Niżniej Goryczkowej Równi. Później istniało też tutaj Schronisko w Dolinie Goryczkowej, zniszczone przez lawinę śnieżną, która w marcu 1956 r. zeszła Żlebem Marcinowskich. Przed II wojną światową dolina była też popularna wśród narciarzy.

## Dolina Goryczkowa obecnie
Po utworzeniu Tatrzańskiego Parku Narodowego zniesiono wypas. Pozostałością kilkuwiekowego pasterstwa jest wyniszczenie kosodrzewiny. Po zaprzestaniu pasterstwa kosodrzewina stopniowo odradza się, ale nadal zajmuje tylko 50% terenu w granicy swojego zasięgu. Obecnie dolina jest nadal intensywnie eksploatowana, ale inaczej – w zimie roi się tutaj od narciarzy. Znajduje się na niej bowiem jeden z najbardziej popularnych wyciągów narciarskich – Wyciąg Goryczkowy. Dolna stacja tego wyciągu znajduje się na Wyżniej Goryczkowej Równi, górna tuż pod szczytem Kasprowego Wierchu. Nie prowadzi przez nią żaden szlak turystyki pieszej, ale za to kilka nartostrad, park narodowy zezwala bowiem na uprawianie tutaj narciarstwa i turystyki zimowej.

## Nartostrady
– jednokierunkowa z Kasprowego Wierchu przez Dolinę pod Zakosy, zboczami dolnej części Kondratowego Wierchu do schroniska PTTK na Hali Kondratowej
 – jednokierunkowa z Niżniej Goryczkowej Równi do Polany Kondratowej
 – jednokierunkowa od dolnej stacji wyciągu przez Kondrackie Rówienki, wzdłuż potoku Bystra do Kuźnic
 – jednokierunkowa od Myślenickich Turni do dolnej stacji wyciągu